# البانو لازیال
البانو لازیال (به ایتالیایی: Albano Laziale) یک سکونتگاه مسکونی در ایتالیا است که در استان رم واقع شده‌است.

## خصوصیات
البانو لازیال ۲۳٫۸۰ کیلومترمربع مساحت و ۳۹٬۰۴۰ نفر جمعیت دارد و ۴۰۰ متر بالاتر از سطح دریا واقع شده‌است.